# Амасия (царь Иудеи)
Ама́сия (ивр. אֲמַצְיָה‎, Амация, «Яхве могуч»), сын Иоаса — 9 царь Иудейского царства. Взошёл на престол в 25 лет и царствовал по разным данным от 14 до 29 лет во второй половине IX века или в первой половине VIII века до н. э. Среди возможных дат правления называются: 840-811 годы до н. э. (по данным «Jewish Encyclopedia»), 798−769 годы до н. э. (по данным «Краткой еврейской энциклопедии») и 796−767 годы до н. э. (по хронологии Тиле). Его жена Иехомия была родом из Иерусалима.
Амасий провёл успешную военную кампанию против Идумеи (Эдом): овладел столицей Эдома, городом Селой. По-видимому, Амасию все же не удалось заполучить выход к Красному морю; он смог захватить лишь территории к югу от Мёртвого моря и северную часть Синая. После победы над Эдомом в Иудее получили распространение культы эдомитян, поддерживаемые самим царём, что было негативно воспринято народом.
Затем началась война между Израилем и Иудеей. Иудеи потерпели поражение, их армия разбежалась, а сам Амасия попал в плен к Иоасу. Израильские войска победоносно вошли в Иерусалим, разрушили часть крепостной стены и захватили сокровищницы царского дворца и Храма. Пока Амасия находился в плену, власть в стране перешла в руки его сына Азарии, который в Книге Паралипоменон именуется Озия (Узия).
После смерти Иоаса Амасия был отпущен на свободу. Вернувшись в Иерусалим, он был вынужден делить власть со своим сыном. Через некоторое время против царя был составлен заговор. Амасии удалось бежать и он укрылся в городе Лахиш. Хронология этих событий весьма запутана. Не исключено, что несколько лет в Иудее царило двоевластие. Затем войска, верные Азарии, захватили Лахиш и убили Амасию.